# Santuário de Nossa Senhora de Altötting

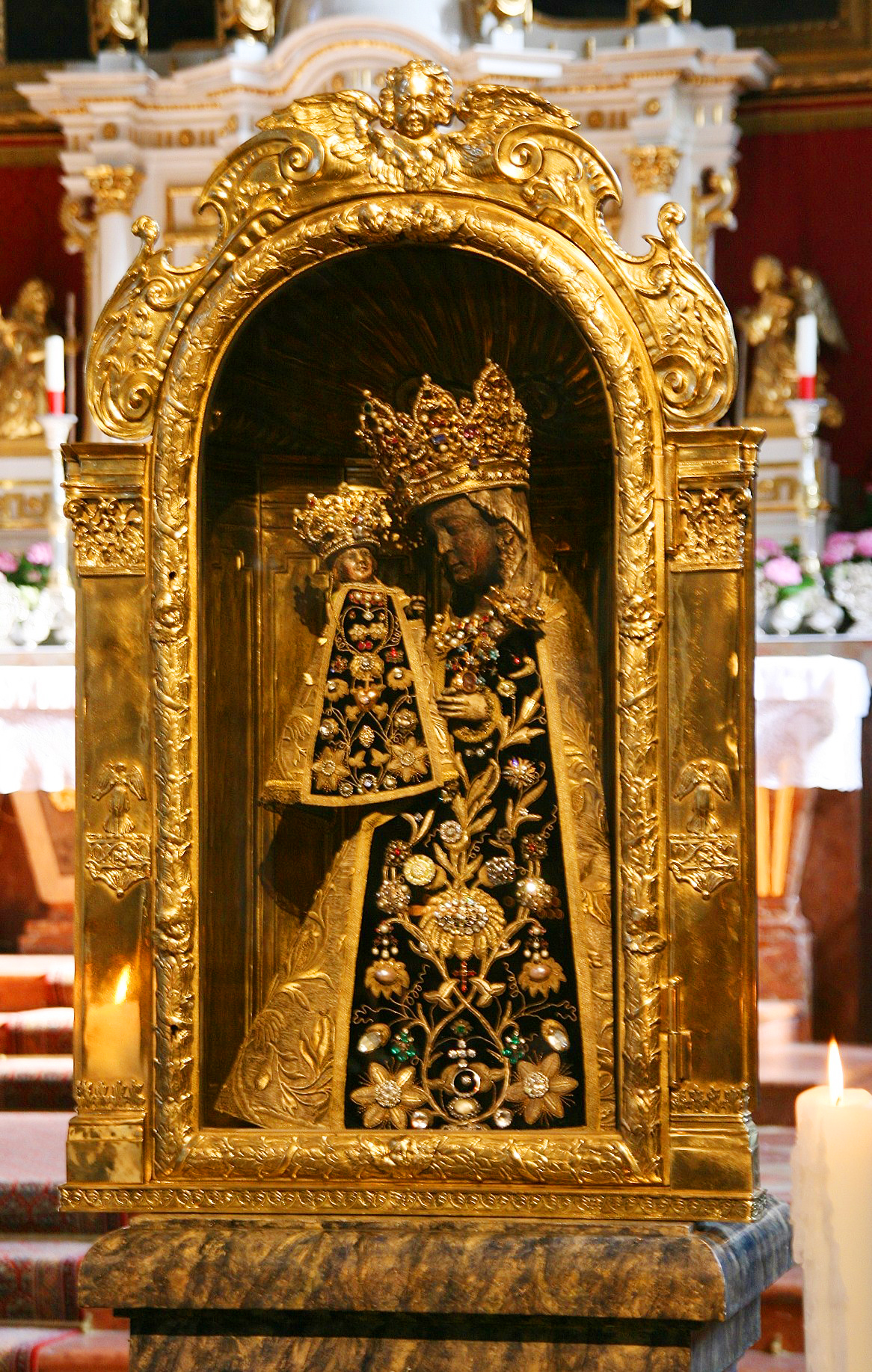
Nossa Senhora de Altötting

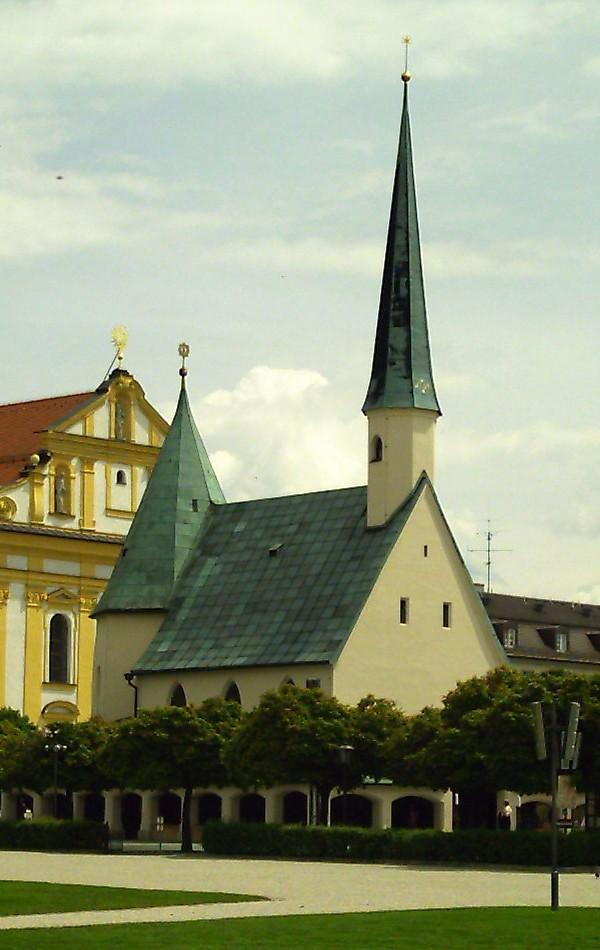
Santuário de Nossa Senhora de Altötting

O Santuário de Nossa Senhora de Altötting, também conhecido como Capela da Graça ( em alemão:  Gnadenkapelle ), é o santuário nacional da Baviera dedicado à Bem-aventurada Virgem Maria. É conhecido pelas muitas curas que dizem ter ocorrido ali, e é comumente chamado de Lourdes da Alemanha.
A capela octogonal que alberga a imagem de Nossa Senhora data de cerca de 660 D.C. e é o santuário mariano mais antigo da Alemanha. A imagem de Maria venerada ali é uma Virgem Negra de grande antiguidade (possivelmente por volta de 1330), esculpida em madeira de tília. O santuário tornou-se um destino popular de peregrinos quando ficou conhecido pela recuperação milagrosa em 1489 de um menino que havia se afogado, depois que sua mãe colocou seu corpo diante da imagem e orou à Mãe Santíssima por um milagre.
Muitas das ofertas votivas que foram dadas ao santuário ao longo dos séculos são exibidas no pórtico que circunda a igreja. Também podem ser vistas as pequenas urnas de prata nas quais muitos membros da nobreza alemã teriam seus corações colocados após suas mortes para serem trazidos para cá.
O santuário é servido pelos frades capuchinhos há séculos. Um membro da Ordem, o irmão Conrado de Parzham, OFM Cap., (1818–1894) serviu lá como porteiro por mais de 40 anos. Durante sua vida de serviço, ele desenvolveu uma reputação de santidade e curas milagrosas. Ele foi declarado santo pela Igreja Católica.
O santuário foi homenageado com uma visita do Papa João Paulo II em novembro de 1980. Ele estava acompanhado pelo cardeal Joseph Ratzinger, nascido em uma cidade próxima. Em 11 de setembro de 2006, Ratzinger, recém-eleito Papa Bento XVI, voltou ao santuário e doou o anel episcopal que usava quando era arcebispo de Munique. O anel agora faz parte do cetro segurado pela Santíssima Virgem.